# Diego de Nicuesa
Diego de Nicuesa – hiszpański podróżnik i odkrywca, konkwistador, uczestnik czwartej wyprawy Krzysztofa Kolumba do Ameryki.

## Życiorys
Diego de Nicuesa był z pochodzenia szlachcicem, wyróżniał się grą na gitarze i mistrzowską jazdą konną. W 1506 roku, jako pierwszy podbijał Kostarykę. Spenetrował część wybrzeża atlantyckiego kraju jednakże przez walki z Indianami, żar tropików, żółtą febrę, opuścił kraj.
Po powrocie z wyprawy Kolumba, wraz z Alonsą de Hojedą starał się o uzyskanie koncesji na kolonizowanie nowo odkrytych krajów nad Morzem Karaibskim (dzisiejszy obszar od Hondurasu do Panamy). Zgodę uzyskał i po sprzedaniu całego majątku zorganizował wyprawę. Pod koniec listopada 1509 roku wraz z 700 ludźmi i sześcioma końmi wypłyną na trzech karawelach. U wybrzeży Panamy dwie karawele pod dowództwem Olando, zagubiły się i wylądowały na brzegu. Tam zbudowano osiedle i oczekiwano na przybycie Nicuesa. Gdy pomoc nie nadchodziła Olando zbudował nowy statek i postanowił odszukać Nicuesa. Ich dalsze losy są nieznane. Proces budowy statku został uwieczniony na sztychcie autorstwa Theodora De Bry.
Diego de Nicuesa swoją karawele rozbił na brzegach Panamy, gdzie z powodu głodu i walk z Indianami zginęła większość załogi. Nicuesa wraz z 40 niedobitkami napotkał okręt Vasca Nuneza de Balboa i dotarł do Darien. Tam zażądał zwierzchnictwa na ziemiami. Balboa uznał to za nadużycie władzy i wsadził go i kilku jego zwolenników na statek i wysłał na morze. Słuch o nich zaginął.